# Hrabstwo Outagamie
Hrabstwo Outagamie (ang. Outagamie County) – hrabstwo w stanie Wisconsin w Stanach Zjednoczonych.
Obszar całkowity hrabstwa obejmuje powierzchnię 644,40 mil² (1668,99 km²). Według szacunków United States Census Bureau w roku 2009 miało 177 155 mieszkańców. Jego siedzibą administracyjną jest Appleton.
Hrabstwo zostało utworzone z Brown w 1851. Nazwa pochodzi od Indian Outagamie.
Na obszarze hrabstwa znajdują się rzeki Embarrass, Fox, Rat, Shioc, Wolf oraz 33 jeziora.

## Miasta
- Black Creek
- Bovina
- Buchanan
- Center
- Cicero
- Dale
- Deer Creek
- Ellington
- Freedom
- Grand Chute
- Greenville
- Hortonia
- Kaukauna – city
- Kaukauna – town
- Liberty
- Maine
- Maple Creek
- New London
- Oneida
- Osborn
- Seymour – city
- Seymour – town
- Vandenbroek

## Wioski
- Bear Creek
- Black Creek
- Combined Locks
- Hortonville
- Harrison
- Kimberly
- Little Chute
- Nichols
- Shiocton
- Wrightstown

## CDP
- Dale